# (6128) Lasorda
(6128) Lasorda est un astéroïde de la ceinture principale.

## Description
(6128) Lasorda est un astéroïde de la ceinture principale. Il fut découvert le 3 juin 1989 à l'observatoire Palomar par Eleanor Francis Helin. Il présente une orbite caractérisée par un demi-grand axe de 2,65 UA, une excentricité de 0,19 et une inclinaison de 4,2° par rapport à l'écliptique.

## Compléments